# Ermita de la Inmaculada Concepción (La Algaba)
La ermita de la Inmaculada Concepción es un templo religioso bajo la advocación de la Inmaculada Concepción de María de la localidad de La Algaba, en la provincia de Sevilla, comunidad autónoma de Andalucía, en España, en el barrio de El Aral (antiguo El Aras y Alaraz).

## Historia
Esta ermita existe desde al menos el siglo XVIII, ya que las primeras noticias documentales datan de 1712. Fue restaurada en 1929, se compone de la capilla y una casa de vivienda, donde habita el encargado de cuidarla, siendo unas veces ermitaño y otras ermitaña, título instituido en 1824 a una mujer, María del Carmen Zamora Cano.

## Descripción
La ermita posee una sola nave, y en su frente se sitúa un camarín que acoge a la Inmaculada, imagen de especial veneración en La Algaba. Normalmente en el mes de junio, se celebra la romería de la Inmaculada Concepción, en la que la Virgen es trasladada a su capilla desde la Iglesia de Santa María de las Nieves, en la que pasa el mes de mayo para su culto. Además en su interior se encuentra una imagen de San José, perteneciente a la escuela de Martínez Montañés.
- Datos: Q5836479